# Ea (ilha)
Ea, Eéa, Eana, Eeia ou Aiaia (em grego clássico: Αἰαία; romaniz.: Aiaíā) era a ilha citada na Odisseia onde morava Circe. Segundo a tradição ficava situada na região de Itália, correspondendo na geografia actual à península do Monte Circeu.
"Circe teria de bom grado me retido em seus salões, a astuta senhora de Aeaea, desejando que eu fosse seu marido". (Homer, Odyssey, Livro IX.32; trad. AT Murray; Loeb Classical Library 1919).
Na Odisséia de Homero, Odisseu diz a Alcinous que ele ficou aqui por um ano a caminho de casa em Ítaca. Antes de deixar Aeaea, Odisseu recebeu instruções de Circe sobre como cruzar o oceano e foi auxiliado pelo Vento Norte para chegar  ao submundo
Quando seu navio tiver atravessado a corrente do Oceano, você alcançará a costa fértil do país de Perséfone, com seus bosques de altos choupos e salgueiros que perdem seus frutos prematuramente; aqui encalhe seu navio na costa de Oceanus e siga direto para a morada escura de Hades.

— Odisseia 10.505, trad. Samuel Butler